# Sandmännchen
Unser Sandmännchen (česky Náš písečný mužík, nebo někdy také Abendgruß – Večerní rozlučka, Sandmann – Písečný muž nebo jednoduše Sandmännchen – Písečný mužík) je název německého dětského pořadu vytvořeného Stop-Motion animací. Hlavní postavička, podle které je pořad pojmenován, byla inspirovaná postavou Ole Lukøje ze stejnojmenné povídky Hanse Christiana Andersena. Jinak samozřejmě souvisí s oblíbenou postavou Sandmanna z folklóru germánských národů, která přináší spánek a sny, k čemuž používá písek, který sype lidem do očí; za zbytky tohoto písku jsou pak pokládány ospalky.
Celkem vznikly dvě verze tohoto pořadu: Unser Sandmännchen (Náš Písečný mužík) byl tvořen pro východoněmecké obecenstvo a Das Sandmännchen pak jen pro západoněmecké.

## Historie

### Pozadí

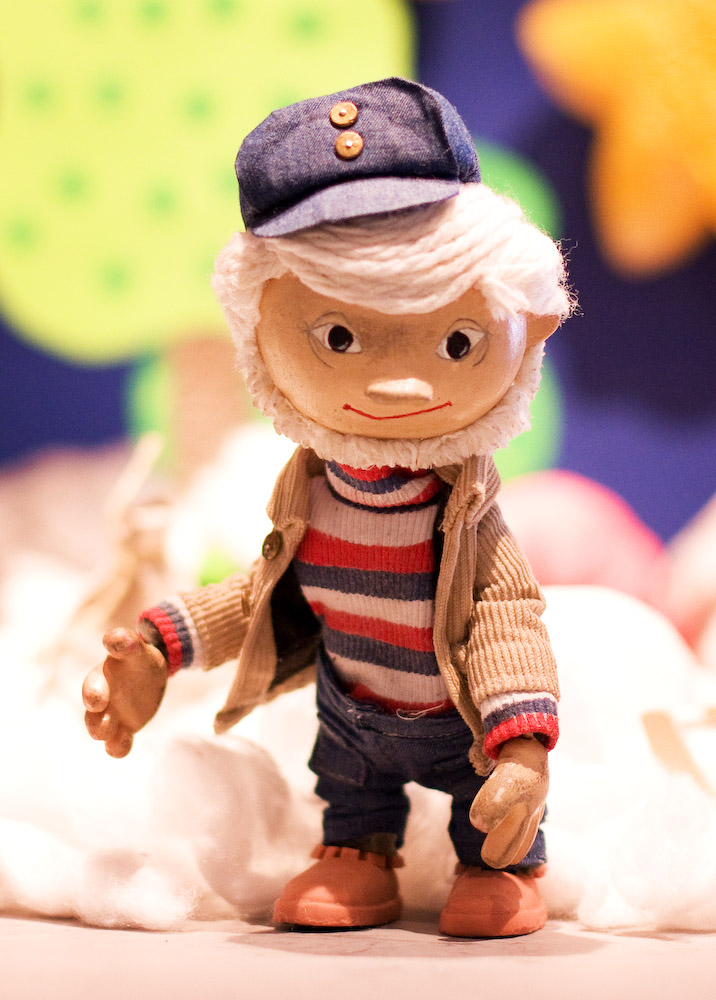
Západoněmecký Písečný mužík, který je na rozdíl od toho východoněmeckého téměř zapomenut

Původní myšlenku pořadu vytvořila západoněmecká televizní a rozhlasová stanice SFB a zrealizovala ji za pomoci autorky Johanny Schüppelové roku 1958. Premiéru měl tento pořad 1. prosince 1959.

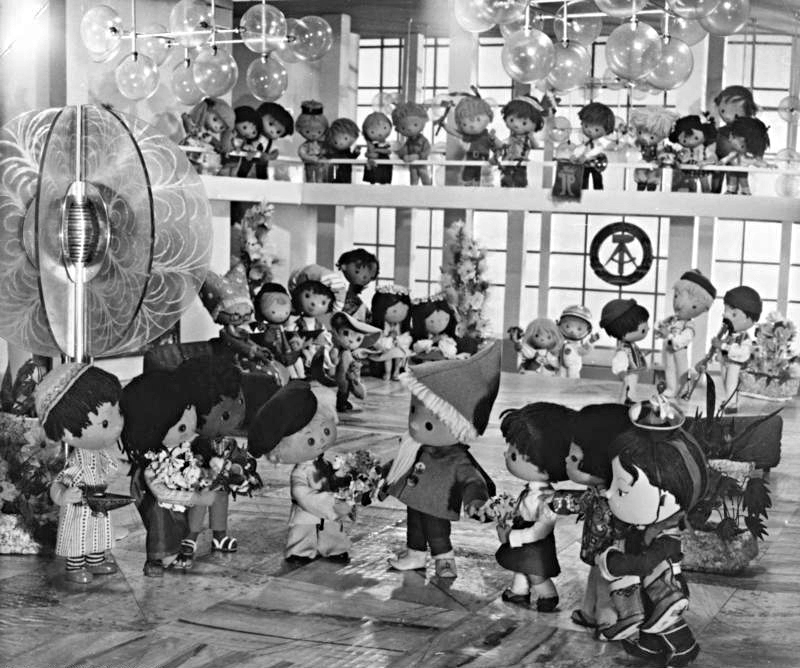
Východoněmecký Písečný mužík spolu s dalšími postavami pořadu v Paláci republiky ve Východním Berlíně.

22. listopadu 1959 přišla východoněmecká státní televize Deutscher Fernsehfunk (DFF) se svou vlastní verzí pořadu, který pojmenovala Unser Sandmännchen (Náš Písečný mužík). V rámci příběhů této verze pořadu se objevovala krom každodenního života i fantastická dobrodružství, ale také zobrazovala socialistické technologické vynálezy. Tento pořad si našel u obecenstva obrovskou oblibu, natolik velkou, že občané NDR až bědovali nad tím, že si jejich oblíbenou postavu přivlastňuje západní televize.
Výroba západoněmecké verze skončila roku 1991 po znovusjednocení Německa, východoněmecká, která byla o mnoho populárnější se dočkala nekonečných repríz, které pokračují až dodnes. Roku 2010 se dokonce pořad dočkal svého celovečerního filmu Das Sandmännchen – Abenteuer im Traumland (Písečný mužík – Dobrodružství v říši snů).

### Písečný mužík a Východoněmecká televize

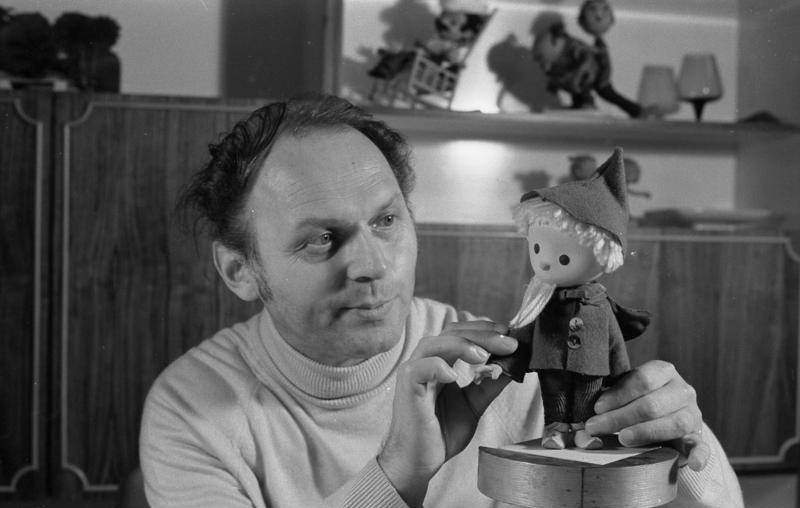
Gerhard Behrendt s postavičkou Písečného mužíka, 1979

Na vzniku východoněmecké verze pořadu má obrovskou zásluhu výtvarník Gerhard Behrendt, který byl zaúkolován za pouhé dva týdny vytvořit přizpůsobenou verzi pořadu s postavičkou a to na způsob stop-motion animace. Autorkou postaviček je návrhářka DFF Diethild Drägerová.
Pořad měl premiéru 22. listopadu 1959. Odvysílání epizody pořadu přineslo nečekanou reakci a to především na závěrečnou scénu, kde Písečný mužík usíná na rohu ulice, do redakce DFF přišla velká spousta dopisů od dětského obecenstva, které nabízelo Písečnému mužíku své postele ke spaní.
V létě 1960 byl natrvalo sjednocen vzhled postavičky, výsledná postavička s velikostí 24 cm dostala špičatou čepici a dlouhou bílou kozí bradku, která je velice zřejmou markantou. Postavička má stejnou velikost, jako většina dalších postaviček z pořadu. Tvůrčí skupina pořadu sídlila až do pádu berlínské zdi v Berlíně ve čtvrti Mahlsdorf. Pro tvorbu pořadu vytvořil návrhář Harald Serowski přibližně 300 různých rekvizit dopravních prostředků, v pořadu se tak vyskytla jak osobní a užitková silniční vozidla, vlaky, tak dokonce i vesmírná loď.
Obsah pořadu se lišil epizoda od epizody, vyskytovaly se v nich jak scény z každodenního života, tak Sandmanovy cesty do vzdálených (socialistických) zemí, návštěvy vesmíru nebo také propagandistický či politický obsah. V rámci pořadu se objevila řada dopravních prostředků od obyčejných až po futuristické stroje, spojovaly je ale vždy poznávací značky, které byly složeny ze zkratky PU a sériového čísla rekvizity.
Neúčelně se jedna z epizod, ve které Písečný mužík přilétá na scénu horkovzdušným balónem stala kontroverzní a řada státních funkcionářů ji považovala za provokaci – jen o dva dny dříve, než měla epizoda premiéru se dvěma rodinám podařilo s vlastnoručně vyrobeným horkovzdušným balónem uprchnout z Východního do Západního Německa.

### Po zániku Východního Německa
Po pádu berlínské zdi byla DFF nucena vytvořit nové programové schéma, protože přišla o jeden ze svých programů, na jehož frekvencích začala vysílat první stanice Západoněmecké televize. Písečný mužík se začal pravidelně vysílat vždy v 18:50 na původně druhém programu DFF a vždy byl reprízován o něco později na Západoněmecké televizi.
V období kolem října 1990 se začaly objevovat názory, že Písečný mužík má být na trvalo stažen z vysílání, to vyvolalo v obecenstvu obrovskou nevoli a naštvanost, která byla směřována především na pověřence za mediální vysílání v zanikající NDR Rudolfu Mühlfenzlovi, ten na obhajobu uvedl, že zachování Písečného mužíka je jeho osobním zájmem. Potom, co DFF oficiálně zanikla 31. prosince 1991 byl Písečný mužík nadále zařazován do vysílání v nově vzniklých televizích MDR a ORB.
Po zániku DFF byla tvorbou pokračování pořadu pověřena regionální veřejnoprávní televize ORB, později pak RBB. Pořad se zprvu tvořil v původních ateliérech v Mahlsdorfu, později se tvorba přesunula do původního sídla DFF v Adlershofu a nakonec do prostor v Babelsbergu.
V pokračováních se k dosavadním postavám Pittiplatsche, Schnatterinchy, Pana Lišáka a Paní Straky přidaly postavy jako Kalli, Ebb a Flo, Miffy ad. Do pokračování se dostaly i prvky ze západoněmecké verze pořadu, jako byly kupříkladu postavy Pigeeldyho a Fredericka. Nové díly jsou nově tvořeny počítačovou animací a Písečný mužík již necestuje po zemích světa, ale většinou do fantastického či zvířecího světa. Pořad se od září 2007 vysílá ve formátu 16:9.

## Úvodní znělka
Úvodní znělku pořadu složil za pouhé tři hodiny skladatel Wolfgang Richter. Text písně napsal Wolgang Krumbach a píseň byla zazpívána Berlínským rozhlasovým dětským sborem.
Po znovusjednocení Německa došlo k vyřazení druhé sloky písničky, která v jednom z veršů odkazovala na nyní zaniklou DFF.

### Text úvodní znělky
Wir sehen erst den Abendgruß, ehe jedes Kind ins Bettchen muß,
Du hast gewiß noch Zeit.
Sandmann, lieber Sandmann, hab nur nicht solche Eil!
Dem Abendgruß vom Fernsehfunk lauscht jeden Abend alt und jung,
Sei unser Gast derweil.
Kinder, liebe Kinder, das hat mir Spaß gemacht.
Nun schnell ins Bett und schlaft recht schön,
Nejdřív se podívejme na Večerní rozlučku, než každé dítě bude muset do postýlky,
Ty máš jistě ještě čas.
Písečný mužíku, milý Písečný mužíku, jen neměj takový spěch!
Večerní rozlučku v Televizním vysílání poslouchají každý večer staří i mladí,
Buď proto naším hostem.
Děti, milé děti, to jste mě pobavili,
Tak rychle do postele a spěte do růžova,

## Zahraniční verze
Písečný mužík se dočkal odvysílání v řadě zahraničních zemích včetně západních, těmi bylo Finsko, Švédsko, Dánsko a Norsko. Ve Švédsku a Norsku se pořad jmenoval Jon Blund, ve Finsku pak Nukkumatti.
Stejně jako dabingových podání se zahraničí dočkal i překladů úvodní znělky:

### Norská úvodní znělka
Han ligner litt på nissen i grunn, det er ikke ham det er Jon Blund.
Vypadá jako santa, tím ale není, to je Jon Blund.

### Finská úvodní znělka
Zatímco kupříkladu norská znělka byla překladem původní německé, finská verze pořadu se dočkala své vlastní úvodní znělky s tímto textem:
Päivän leikit aika lopettaa on, kun TV:n iltasatu alkaa.
Je čas skončit s denními hrami, když začíná v televizi pohádka na dobrou noc,

## Další postavy pořadu
- Pittiplatsch – malý zakulacený kobold
- Schnatterinchen – Pittiplatschova kamarádka, kachna
- Moppi – pes
- Pán Lišák – v původním znění Herr Fuchs
- Paní Straka – v původním znění Frau Elster, přítelkyně pana Lišáka
- Plumps – vodník
- Küken – kuře, Plumpsův kamarád

## Odkaz
Reference k tomuto pořadu se vyskytují jak ve filmových, tak literárních dílech jak z doby před, tak i po znovusjednocení Německa.
- Písečný mužík je několikrát zobrazen ve filmu Good Bye, Lenin! z roku 2003
- Norský padesátidvouminutový dokument Sandmann – Historien om en sosialistisk supermann (Písečný mužík – Historie socialistického supermana) Jannicke Systad Jacobsenové z roku 2005 vyobrazuje vzestup a pád socialismu ve Východním Německu v rámci příběhů Písečného mužíka
- Roku 2009 kapela Oomph! vydala singl Sandmann, ve kterém se objevuje hned několik odkazů na pořad
- Německá kapela Rammstein ve své písni Mein Herz brennt (Mé srdce hoří) využila v rámci intra textu Nun, liebe Kinder, gebt fein Acht. Ich habe euch etwas mitgebracht (No milé děti, dávejte pozor, něco jsem vám přinesl), který uvozoval začátek západoněmecké verze pořadu. Demo verze této písně pojmenovaná Sandmann s o něco temnějším textem obsahuje příběh psychopata, který zavraždil skutečného Písečného mužíka a nyní se za něj vydává – možná se jedná o referenci ke vzniku východoněmecké verze pořadu, která vznikla jako kopie západoněmecké verze, ale měla premiéru dříve a našla si o mnoho větší oblibu.